# 오벌 오피스

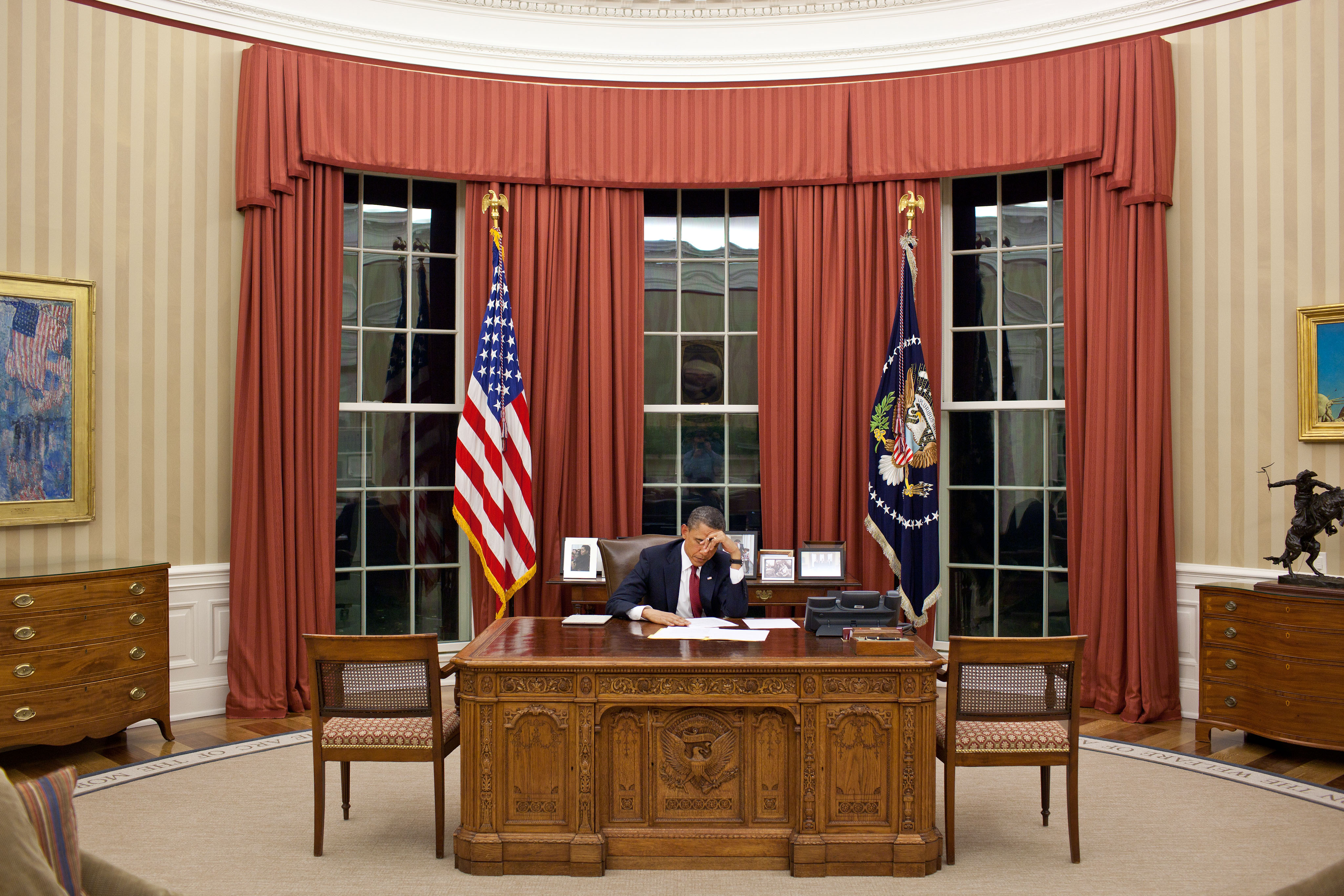
오바마 대통령이 2011년 5월 1일, 오사마 빈라덴에 대해 TV 연설 전에 원고를 수정하고 있다.

오벌 오피스(Oval Office)는 백악관 웨스트 윙에 위치한 미합중국 대통령 집무실이다. 타원형이기 때문에 오벌이라고 지어졌다.
이 방은 대통령 책상 뒤에 남향의 커다란 창이 3개가 있고, 북쪽 끝에는 난로가 있다. 4개의 문이 있어, 동쪽 문은 로즈 가든으로 통하며, 서쪽 문은 개인용 작은 공부방과 거실로 연결되어 있으며, 북서쪽 문은 웨스트윙의 복도로 향하며, 북동쪽 문은 대통령 비서실로 연결되어 있다.
일반적으로 대통령의 개인적 취향에 맞춰 집무실이 배치가 되며, 새로운 가구나, 커튼, 집무실에 깔려 있는 카펫을 선택한다. 그림은 백악관이 자체 소장하고 있는 것들 중에서 걸리거나 또는 대통령 임기 동안 박물관에서 빌려온다.

## 문화적 역사
오벌 오피스는 아버지 책상의 앞 패널에서 엿보고 있는 어린 존 F. 케네디 주니어와 같이 대통령에 대한 미국인들의 인상을 그대로 투영한다. 달을 걷고 있는 아폴로 11호 우주인들과 통화를 하는 리처드 닉슨 대통령과, 샴고양이를 데리고 온 딸 애이미 카터를 보는 지미 카터의 인상도 마찬가지였다.
오벌 오피스에서 텔레비전 방송으로 진행되는 오벌 오피스 연설은 드문 경우이며, 중요한 경우라는 것을 암시한다. 케네디 대통령이 쿠바 미사일 위기의 소식을 발표했을 때나, 로널드 레이건 대통령이 챌린저 호 참사 이후 했던 연설이나, 조지 W. 부시 대통령이 2001년 9월 11일 저녁 국민들에게 연설한 사례가 대표적이다.

## 전례

### 워싱턴의 인사 창문 (Bow Window)
제1대 미국 대통령인 조지 워싱턴 대통령 본인은 백악관에 자리를 잡은 적은 없었다. 대부분의 임기를 1790년부터 1800년까지 10년 간 임시 수도였던 펜실베이니아주 필라델피아에서 근무를 했으며, 당시 백악관은 공사 중이었다. 백악관은 짓기 시작된지 8년이 된 1800년 11월 1일까지 공사를 하였다.
1790년, 워싱턴은 당시 펜실베이니아주 필라델피아에 있는 대통령 관저에 대중이 대통령을 만날수 있는 2층짜리 반달 모양의 추가 건물을 지었다. 그후, 그는 매년 특별한 기념일마다 미국 하원 대표 위원단, 해외 고위 인사들, 그리고 대중을 이 인사 창문에서 맞이했다.

### 백악관
건축가 제임스 호번은 1972년 6월에 필라델피아에 있는 인사 창문을 본후, 그 다음달인 7월에 백악관 디자인 대회에서 입상하였다.